# 28 avril 1905
Le vendredi 28 avril 1905 est le 118e jour de l'année 1905.

## Naissances
- Donald Henderson (mort le 18 avril 1947), écrivain britannique
- George Kelly (mort le 6 mars 1967), psychologue et thérapeute américain
- Kattina Both (morte le 21 avril 1985), photographe allemande
- Samuel MacLean Gilmour (mort en 1970), spécialiste canadien du Nouveau Testament

## Décès
- Andrea Aiuti (né le 17 juin 1849), cardinal de l'Église catholique romaine
- Arthur Fitzwilliam Tait (né le 5 février 1819), artiste américain
- Charles-Émile Pilet-Haller (né le 12 septembre 1858), violoniste suisse
- Conrad Eckhard (né le 1 mars 1822), physiologiste allemand
- Fitzhugh Lee (né le 19 novembre 1835), politicien américain

## Événements
- Découverte de Thémis